# Stanislaw Ulam
Stanisław Marcin Ulam ([sta'ɲiswaf 'mart͡ɕin 'ulam]; n. 13 aprilie 1909, Lemberg, Regatul Galiției și Lodomeriei, Austro-Ungaria – d. 13 mai 1984, Santa Fe, New Mexico, SUA) a fost un om de știință evreu-polonezo-american, matematician și fizician nuclear. A participat la Proiectul Manhattan, a creat proiectul armelor termonucleare Teller – Ulam, a descoperit conceptul de automat celular, a inventat metoda de calcul Monte Carlo și a sugerat propulsia cu impulsuri nucleare. În matematica pură și aplicată, el a demonstrat câteva teoreme și a propus mai multe conjecturi.
Născut într-o familie bogată de evrei polonezi, Ulam a studiat matematica la Institutul Politehnic Lwów, unde și-a luat doctoratul în 1933 sub supravegherea lui Kazimierz Kuratowski. În 1935, John von Neumann, pe care Ulam îl cunoscuse la Varșovia, l-a invitat să vină la Institutul de Studii Avansate din Princeton, New Jersey, pentru câteva luni. Din 1936 până în 1939, și-a petrecut verile în Polonia și anii universitari la Universitatea Harvard din Cambridge, Massachusetts, unde a lucrat pentru a stabili rezultate importante în ceea ce privește teoria ergodică. La 20 august 1939, a navigat spre Statele Unite pentru ultima dată împreună cu fratele său în vârstă de 17 ani, Adam Ulam. A devenit profesor asistent la Universitatea din Wisconsin – Madison în 1940 și cetățean al Statelor Unite în 1941.
În octombrie 1943, a primit o invitație de la Hans Bethe să se alăture proiectului Manhattan în laboratorul secret Los Alamos din New Mexico. Acolo, el a lucrat la calculele hidrodinamice pentru a prezice comportamentul lentilelor explozive care erau necesare unei arme cu implozie. A fost repartizat în grupul lui Edward Teller, unde a lucrat la „Super”-bomba lui Teller împreună cu Teller și Enrico Fermi. După război a plecat pentru a lucra ca profesor asociat la Universitatea din California de Sud, dar s-a întors la Los Alamos în 1946 pentru a lucra la arme termonucleare. El a descoperit că designul bombei lui Teller nu era practic. În ianuarie 1951, Ulam și Teller au venit cu designul Teller – Ulam, care astăzi stă la baza tuturor armelor termonucleare.
Ulam a analizat problema propulsiei nucleare a rachetelor, care a fost analizată de proiectul Rover, și a propus, ca alternativă la racheta termică nucleară a lui Rover, să exploateze mici explozii nucleare pentru propulsie, idee care a devenit proiectul Orion. Cu Fermi, John Pasta și Mary Tsingou, Ulam a studiat problema Fermi – Pasta – Ulam – Tsingou, care a devenit inspirația pentru domeniul științei neliniare. El este probabil cel mai bine cunoscut pentru că a realizat că computerele electronice au făcut practică aplicarea metodelor statistice funcțiilor fără soluții cunoscute și, pe măsură ce computerele s-au dezvoltat, metoda Monte Carlo a devenit o abordare obișnuită și standard a multor probleme.